# ロサルタン
ロサルタン（Losartan）とは主に高血圧の治療に使用されるアンジオテンシンII受容体拮抗薬の一つ。ロサルタンは最初に市販されたアンジオテンシンII受容体拮抗薬である。1998年7月に「高血圧症」について、2006年4月に「2型糖尿病性糖尿病性腎症」について承認された:4。近年ではMerck & Co., Inc.よりCozaarという商品名で市販されている。日本での商品名はニューロタンで、MSD (Merck Sharp & Dohme)（旧万有製薬）より市販されている。開発コードMK-0954。また、ヒドロクロロチアジドとの配合剤が「ロサルヒド」として市販されている。

## 適応症
- 高血圧
- 2型糖尿病における糖尿病性腎症（高血圧および蛋白尿を伴う場合）

服用開始時に一過性の急激な血圧低下が起こることがある。

## 禁忌
アリスキレンを投与中の糖尿病患者では、他治療の効果が著しく悪い場合を除き、原則禁忌である。また妊婦または妊娠している可能性のある婦人や製剤成分に過敏症のある患者は禁忌である。イルベサルタンと異なり、重篤な肝障害 のある患者での血中濃度上昇が大きいので、該当患者には禁忌とされる。

## 副作用
重大な副作用としては、アナフィラキシー、血管浮腫（0.1%未満）、高カリウム血症（0.1%）、低ナトリウム血症（0.1%未満）、ショック、失神（0.1%未満）、意識消失（0.1%未満）、腎不全（0.1%未満）、急性肝炎（0.1%未満）、劇症肝炎、低血糖（0.1%未満）、横紋筋融解症、不整脈（0.1%未満）、汎血球減少（0.1%未満）、白血球減少、血小板減少（0.1%未満）が知られている。（頻度未記載は頻度不明）
治験での副作用発現率は、高血圧症の治験で10.0%、糖尿病性腎症の治験で17.2%であり、主なものは頭痛(1.1%)、眩暈(3.2%)、低血圧(1.4%)、疲労(1.8%)、高カリウム血症(6.5%)、ALT(GPT)上昇(2.7%)、AST(GOT)上昇(2.1%)、CK(CPK)上昇(2.7%)、総コレステロール上昇(0.9%)、LDH上昇(1.4%)、赤血球減少(1.4%)、クレアチニン上昇(2.5%)、BUN上昇(1.2%)であった:37-49。（内訳の発現率は両治験を通算して再計算）

## 作用機序
ロサルタンはアンジオテンシンII受容体1型(AT1)に選択的に拮抗し、終末器官のアンジオテンシンIIに対する反応を低下させる。ロサルタンは総末梢抵抗（後負荷）と心臓の静脈環流（前負荷）を低下させる。アンジオテンシンIIの生理的作用にはアルドステロン放出の刺激が含まれており、ロサルタンはこれと拮抗する。血圧低下はレニン-アンジオテンシン系の状態とは関係なく起きる。ロサルタンの投与によりアンジオテンシンIIのフィードバックが抑制され、血漿中のレニン活性が高まる。
また尿細管での尿酸の再吸収を担うURAT1も阻害するため、尿酸が排泄され、血中の尿酸値は下がるという特性を持つ（この特性のため利尿剤との配合剤プレミネントで尿酸値上昇がみられない）。
ロサルタンではそれ自身よりもイミダゾール環のヒドロキシメチル基が酸化されたカルボン酸体（主代謝物）の方が10〜40倍活性が高い。代謝は主に肝臓のシトクロムP450(CYP2C9, CYP3A4)が担っている:28。